# منحني الميسم
منحني الميسم (الاسم العلمي: Clinostigma)، جنس نباتات مُزهرة من فصيلةالنخلية. موطنه الأصلي جزر مختلفة في غرب المحيط الهادئ.

## الأنواع
يشتمل الجنس على الأنواع التالية
- Clinostigma carolinense (Becc.) H.E.Moore & Fosberg - تشوك لاغون (تشوك لاغون) في ميكرونيسيا
- Clinostigma collegarum J.Dransf. - أرخبيل بسمارك
- Clinostigma gronophyllum H.E.Moore - جزر سليمان
- Clinostigma exorrhizum (H.Wendl.) Becc. - فيجي
- Clinostigma haerestigma H.E.Moore - جزر سليمان
- Clinostigma harlandii Becc. - فانواتو
- Clinostigma onchorhynchum Becc. - ساموا
- Clinostigma ponapense (Becc.) H.E.Moore & Fosberg - بونبي في ميكرونيسيا
- Clinostigma samoense H.Wendl. - ساموا
- Clinostigma savoryanum (Rehder & E.H.Wilson) H.E.Moore & Fosberg - Arrack Tree - جزر بونين (جزر بونين)
- Clinostigma warburgii Becc. - ساموا